# Wapping (stacja kolejowa)
Wapping - stacja kolejowa w Londynie, na terenie London Borough of Tower Hamlets, zarządzana i obsługiwana przez London Overground jako część zmodernizowanej East London Line, oddanej do użytku w kwietniu 2010 roku. W latach 1869–2007 stacja należała do "starej" East London Line, stanowiącej jedną z linii metra. W roku 2007 skorzystało z niej ok. 1,561 mln pasażerów.